# Monnaie de singe (film, 1966)
Cet article concerne le film d'Yves Robert. Pour le film de Norman Z. McLeod, voir Monnaie de singe.
Pour les articles homonymes, voir Monnaie de singe.
Pour plus de détails, voir Fiche technique et Distribution.
Monnaie de singe est un film français, écrit et réalisé par Yves Robert sorti en 1966.

## Synopsis
Alors qu'il dessine des billets de 500 francs, Fulbert Taupin est remarqué par un escroc. Celui-ci l'engage sous le prétexte de décorer un hôtel et ainsi, Fulbert dessine des billets avec une grande précision. Conduit en prison, Fulbert est vite libéré par l'escroc qui n'a pas l'intention de se séparer de lui...

## Fiche technique
- Réalisation : Yves Robert
- Scénario : Yves Robert, Daniel Boulanger, Pierre Lévy-Corti et Paul Chaland d'après son roman La veuve de Modane.
- Dialogues : Daniel Boulanger
- Décors : Georges Wakhevitch
- Photographie : Edmond Séchan
- Montage : Monique Kirsanoff
- Son : Robert Biart
- Musique : Michel Legrand
  - Arrangement et direction musicale : Vladimir Cosma
- Producteur : Paul-Edmond Decharme
- Sociétés de production : Sud-Pacifique Films, Capitole Films
- Année de réalisation : 1965
- Durée : 91 minutes
- Genre : Comédie policière
- Date de sortie : 
  - France - 9 mars 1966
- Affiche : Jouineau Bourduge (France)

## Distribution
- Robert Hirsch : Fulbert Taupin
- Alberto Closas : Le baron Bullourde
- Sylva Koscina (VF : Martine Sarcey) : Lucile
- Jean Yanne : Félix
- Jean-Pierre Marielle : Raymond Vernet
- Pierre Tornade : Le gardien de prison
- Pierre Maguelon : "Petit Bobo"
- Christian Marin : le touriste
- Sylvie Bréal : la mariée
- Marco Perrin : le barbu à la terrasse du café
- Philippe Castelli : le mendiant qui escroque Taupin